# ماريو لانغ
ماريو لانغ (بالألمانية: Mario Lang)‏ هو مغني نمساوي، ولد في 22 ديسمبر 1988 في بروك ان دير مور في النمسا.

## وصلات خارجية
- ماريو لانغ على موقع IMDb (الإنجليزية)
- ماريو لانغ على موقع ميوزك برينز (الإنجليزية)
- ماريو لانغ على موقع ديسكوغز (الإنجليزية)